# Union de la presse cinématographique belge
L’Union de la presse cinématographique belge (UPCB), association professionnelle de critiques et journalistes de cinéma basés en Belgique, est le représentant national de la Fédération internationale de la presse cinématographique (FIPRESCI).
Elle bénéficie du statut d'union professionnelle reconnue et est, depuis 2006, le prolongement de l’Association professionnelle de la presse cinématographique belge (APPCB), association de fait fondée officiellement le 1er mai 1925 à Bruxelles.

## Organisation

### Fonctionnement et objectifs
Cette association nationale regroupe une centaine de critiques et journalistes (ainsi que quelques photographes de cinéma) issus de tout le pays, ayant un lien étroit et professionnel avec le cinéma en Belgique.
Selon son article 2, l’association a pour principaux buts:
- de propager dans les médias le septième art en dehors de toute préoccupation mercantile
- d’entretenir entre ses membres les règles de dignité professionnelle
- de resserrer entre eux les liens de bonne confraternité et de solidarité
- de protéger les droits et les intérêts professionnels de ses membres.

Des membres qui, selon l'article 5, doivent être rémunérés pour leur activité, destinée à promouvoir l'information sur le cinéma. Contre remise d'un dossier, une carte de presse spécifique leur est par ailleurs délivrée annuellement.
En outre, à l'instar de la FIPRESCI au niveau international, un jury composé de ses membres décerne le prix de la critique lors de plusieurs festivals du pays (voir plus bas).
L'UPCB décerne chaque année en janvier, à l'occasion d'un dîner, un grand prix du meilleur film de l'année, ainsi qu'un prix Humanum, attribué à un film servant de plaidoyer pour vivre en harmonie parmi différents peuples. À une époque, le conseil d'administration de l'Association récompensait même son film du mois.
L'organe a entre autres lancé une caisse d'entraide, à la fin des années 1920, afin de soutenir la corporation. Celle-ci a été réactivée au début des années 2010, en guise d'aide-levier pour plusieurs publications nationales spécialisées (comme "Cinéma Belge", "Cinemagfantastique", "Film", "Filmmagie"...).
L'association a été présidée par David Hainaut de 2012 à 2021. Le secrétaire est Guido Convents (depuis 1992), journaliste et historien du cinéma, au sein d'un conseil d'administration bilingue composé de neuf membres  La durée d'un mandat, renouvelable, est de deux ans.

### Principaux médias représentés
- Arte Belgique
- Awotélé
- BeTV
- Belga
- BRUZZ
- Cinergie
- Ciné Télé Revue
- Cineuropa
- Elle Belgique
- Femmes d'aujourd'hui (magazine)
- Fantômas
- Film
- Filmmagie
- Flair (magazine)
- Groupe Sud Presse
- Het Laatste Nieuws
- Humo
- Images Francophones
- Journal du Médecin
- Klara
- Knack Focus
- Kortfilm.be
- L'Avenir (Belgique)
- La Libre Belgique
- Marie-Claire
- De Morgen
- Moustique (magazine)
- Musiq'3
- Nostalgie Belgique
- Pub
- Radio 1
- Radio Contact
- Rossel
- RTBF
- RTL-TVI
- Sabzian
- Signis Media
- Le Soir
- Le Soir Magazine
- Télépro
- Ubu-Pan
- Vertigo
- Le Vif/L'Express
- VRT

...

## Distinctions

### Grand prix de l'Union de la presse cinématographique belge (UPCB)
| Palmarès |

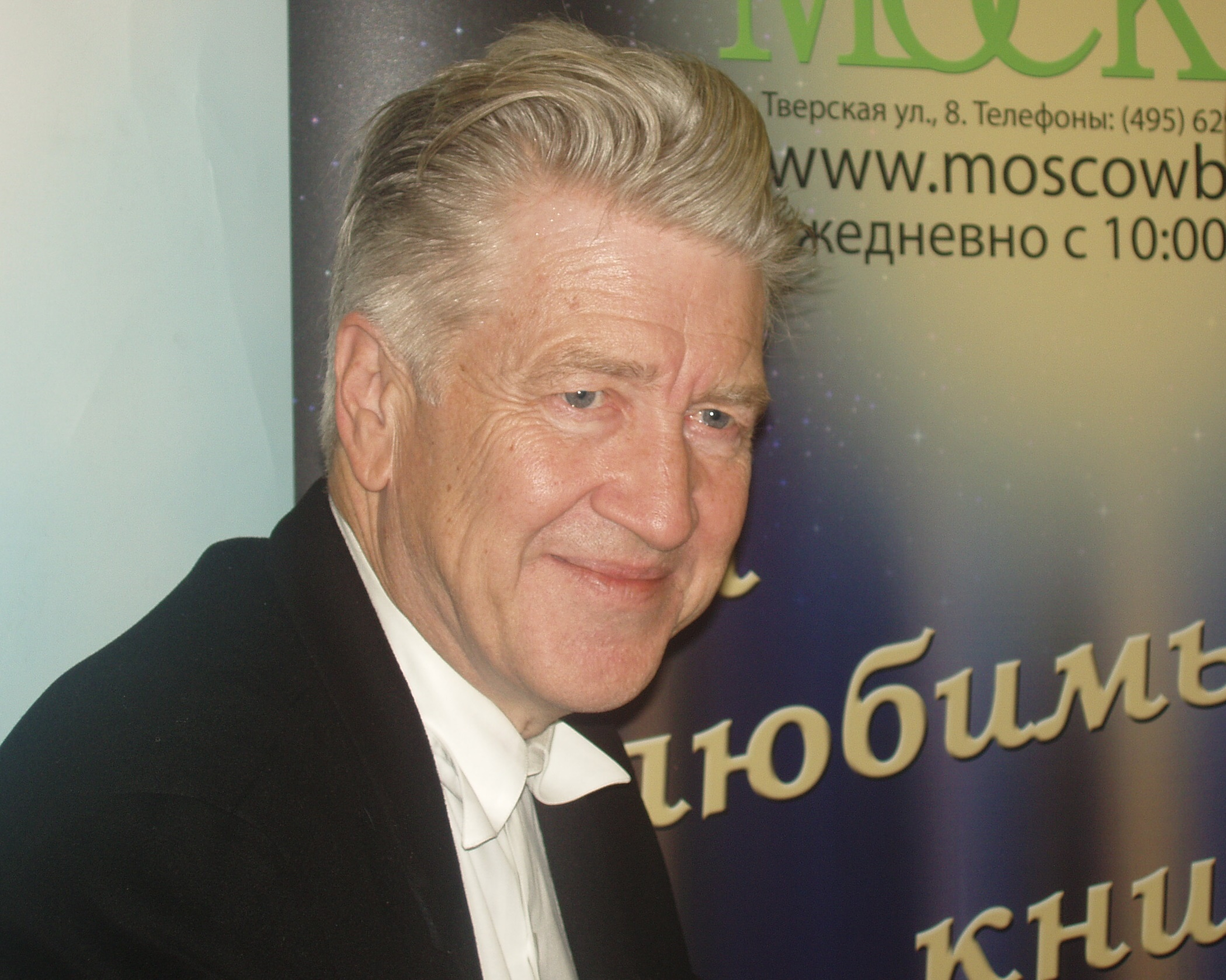
David Lynch, grand prix UPCB 2000 pour Une histoire vraie

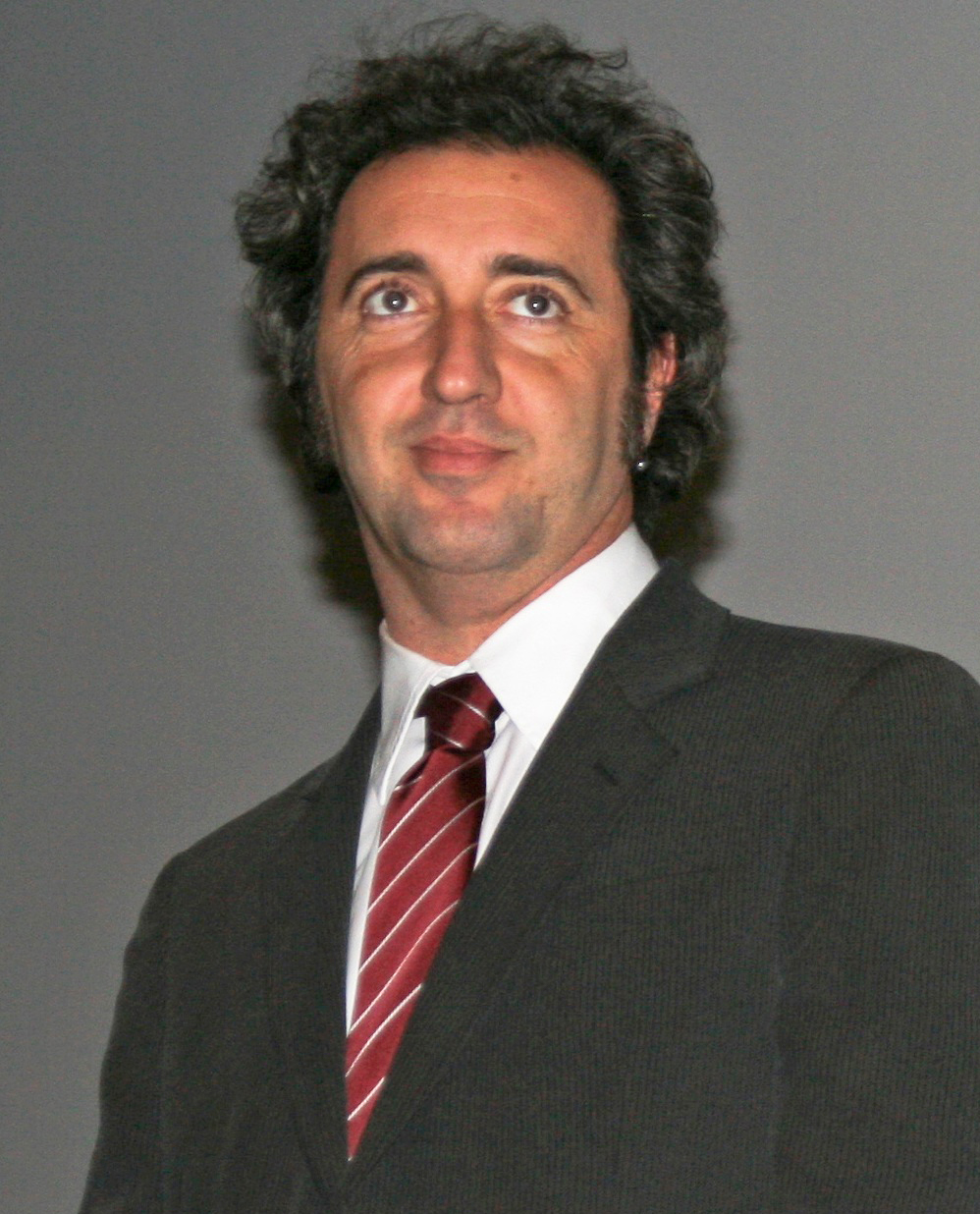
Paolo Sorrentino, grand prix UPCB 2013 pour La grande bellezza

| - 1991 : La Belle Noiseuse de Jacques Rivette France - 1992 : Trust Me de Hal Hartley États-Unis Royaume-Uni - 1993 : La Leçon de piano de Jane Campion Nouvelle-Zélande - 1994 : Trois couleurs (trilogie) de Krzysztof Kieślowski France Pologne Suisse - 1995 : Before the Rain de Milcho Manchevski Macédoine Royaume-Uni - 1996 : Breaking the Waves de Lars von Trier Danemark - 1997 : Chicken Run de Peter Lord Royaume-Uni - 1998 : Y aura-t-il de la neige à Noël ? de Sandrine Veysset France - 1999 : Central do Brasil de Walter Salles France Brésil - 2000 : Une histoire vraie de David Lynch France Royaume-Uni États-Unis - 2001 : Yi Yi de Edward Yang Taïwan Japon - 2002 : Bowling for Columbine de Michael Moore États-Unis - 2003 : Un couple épatant/Cavale/Après la vie de Lucas Belvaux Belgique France - 2004 : Goodbye, Dragon Inn de Tsai Ming-liang Taïwan - 2005 : Trois enterrements (The Three Burials of Melquiades Estrada) de Tommy Lee Jones France États-Unis - 2006 : Three Times de Hou Hsiao-hsien Taïwan France - 2007 : Still Life de Jia Zhangke Chine - 2008 : La Forêt de Mogari de Naomi Kawase Japon - 2009 : Still Walking de Hirokazu Kore-eda Japon - 2010 : Des hommes et des dieux de Xavier Beauvois France - 2011 : Drive de Nicolas Winding Refn États-Unis - 2012 : Killer Joe de William Friedkin États-Unis - 2013 : La grande bellezza de Paolo Sorrentino Italie - 2014 : The Grand Budapest Hotel de Wes Anderson Royaume-Uni Allemagne États-Unis - 2015 : Le Fils de Saul de László Nemes Hongrie - 2016 : Toni Erdmann de Maren Ade Allemagne Autriche - 2017 : Manchester by the Sea de Kenneth Lonergan États-Unis - 2018 : Burning (film) de Lee Chang-dong Corée du Sud |

### Prix Humanum
| Palmarès |

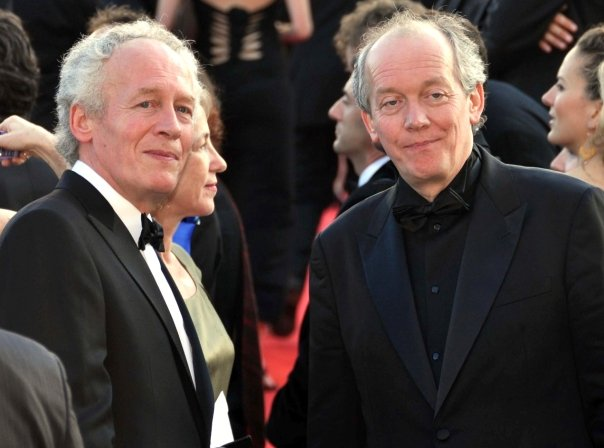
Frères Dardenne, prix Humanum de l'UPCB 1996

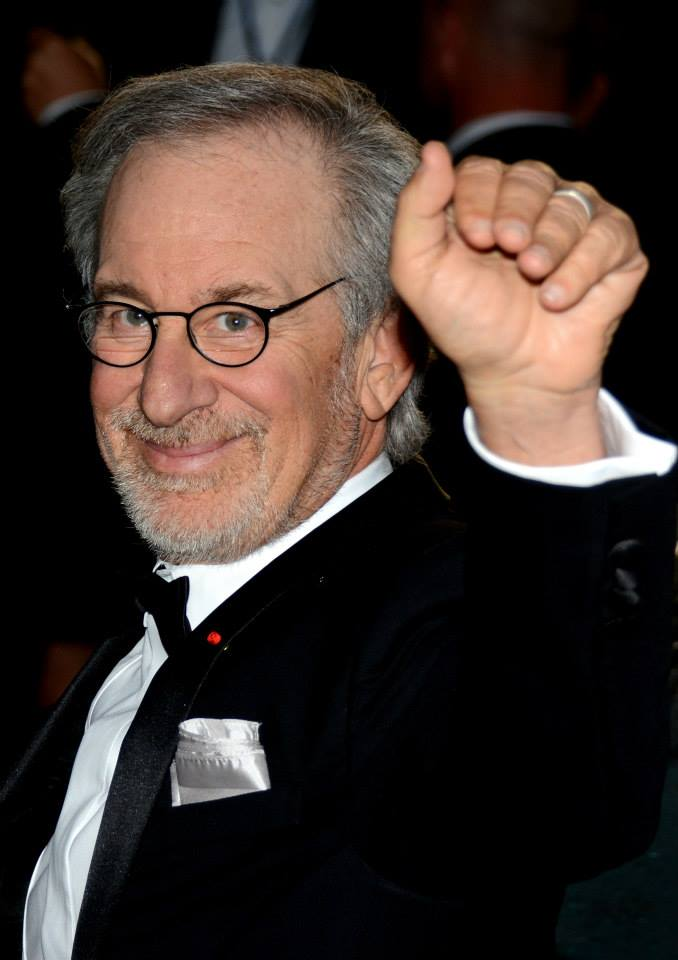
Steven Spielberg, prix Humanum de l'UPCB 1994

| - 1984 : L'Élu de Jeremy Kagan États-Unis - 1985 : Les Moissons de la colère de Richard Pearce États-Unis - 1986 : Shoah de Claude Lanzmann France - 1987 : Noce en Galilée de Michel Khleifi Palestine - 1988 : Bagdad Café de Percy Adlon Allemagne États-Unis - 1989 : Hiver 54, l'abbé Pierre de Denis Amar France - 1990 : Bouge pas, meurs, ressuscite de Vitali Kanevsky Russie et Le Décalogue de Krzysztof Kieślowski Pologne - ex aequo - 1991 : Urga de Nikita Mikhalkov Russie - 1992 : Bashu, le petit étranger de Bahram Beyzai Iran - 1993 : Libera Me de Alain Cavalier France et Le Pays des sourds de Nicolas Philibert France - ex aequo - 1994 : La Liste de Schindler de Steven Spielberg États-Unis - 1995 : Bab El-Oued City de Merzak Allouache France Algérie - 1996 : La Promesse de Jean-Pierre et Luc Dardenne Belgique - 1997 : Le Destin de Youssef Chahine Égypte - 1998 : À la recherche du passé de Jeroen Krabbé Pays-Bas Belgique Royaume-Uni États-Unis - 1999 : Ça commence aujourd’hui de Bertrand Tavernier France - 2000 : Le Tableau noir de Samira Makhmalbaf Iran - 2001 : No Man's Land de Danis Tanovic Bosnie-Herzégovine Belgique - 2002 : Être et avoir de Nicolas Philibert France - 2003 : Rachida de Yamina Bachir-Chouikh Algérie - 2004 : Head-On de Fatih Akin Turquie Allemagne - 2005 : Va, vis et deviens de Radu Mihaileanu France Israël - 2006 : Congo River de Thierry Michel France Belgique - 2007 : De l'autre côté de Fatih Akin Allemagne - 2008 : Valse avec Bashir de Ari Folman Israël France Allemagne et Entre les murs de Laurent Cantet France - ex aequo - 2009 : Frozen River de Courtney Hunt États-Unis - 2010 : Illégal de Olivier Masset-Depasse Belgique France Luxembourg - 2011 : Une séparation de Asghar Farhadi Iran - 2012 : Le Havre de Aki Kaurismäki Finlande France Allemagne - 2013 : Kinshasa Kids de Marc-Henri Wajnberg Belgique - 2014 : Timbuktu (film) de Abderrahmane Sissako Mauritanie France - 2015 : L'Homme qui répare les femmes : La Colère d'Hippocrate de Thierry Michel Belgique - 2016 : Fuocoammare de Gianfranco Rosi Italie - 2017 : Insyriated de Philippe Van Leeuw Belgique - 2018 : Capharnaüm (film) de Nadine Labaki Liban États-Unis France |

### Prix de la Critique
Créé en 2012, le prix de la critique vise plusieurs objectifs: entre autres, saluer la riche activité festivalière en Belgique, susciter une attention de différents événements cinématographiques envers la presse et le public, récompenser des réalisateurs, assurer la visibilité de l'Association et créer du lien. Ce prix, à l'instar de ceux décernés dans le monde par la FIPRESCI, est honorifique. Il est doté d'un diplôme de prestige encadré et peut parfois être sponsorisé. Un jury de trois journalistes-membres est habituellement constitué pour à cette occasion, bilingue dans la mesure du possible.
À noter que dans cette optique, en 2014, l'Union de la presse cinématographique belge s'est pour la première fois — depuis leur scission en 1953 — associée à l'Union de la critique de cinéma, l'organe fonctionnant avec des objectifs communs, pour la remise de ce prix, avec un principe de tournante entre leurs membres. En 2019, une dizaine de festivals belges sont partenaires de cette récompense. 
| - Brussels Film Festival (ex-Festival du film européen de Bruxelles) : |
| - 1998 : Meilleur court-métrage national pour Dear Jean-Claude de Willem Wallyn Belgique - 1999 : Meilleur court-métrage national (codécerné avec Cinergie) pour Mort à Vignole d'Olivier Smolders Belgique - 2010 : Meilleur court-métrage national (codécerné avec l'Association des réalisateurs et réalisatrices francophones et Universciné) pour Phone story de Berivan Binevsa Belgique (Jury: Katia Bayer, Dimitra Bouras, André Buytaers, Inès Rabadan, Pierre Raemdonck, Freddy Sartor et Caroline Strubbe) - 2011 : Meilleur court-métrage national (codécerné avec l'Association des réalisateurs et réalisatrices francophones et Universciné) pour Injury Point de Robin Pront Belgique (Jury: Martine Doyen, Stéphane Fefer, Maxime Lacour, Jack Mener et Alex Stockman) - 2012 : Meilleur court-métrage national pour Robyn O. de Cecilia Verheyden Belgique (Jury: Nicolas Buytaers, David Hainaut et Freddy Sartor) - 2013 : Meilleur court-métrage national pour Mont Blanc de Gilles Coulier Belgique (Jury: Sarah Pialeprat) - 2014 : Meilleur court-métrage national (codécerné avec l'UCC, avec le soutien de Studio L'Équipe) pour Cadet de Kevin Meul Belgique (Jury : Gorik de Henau, Christian Collin et Jonathan Lenaerts) - 2015 : Meilleur court-métrage national (codécerné avec l'UCC, avec le soutien de Studio L'Équipe) pour Le Sommeil des Amazones de Bérangère McNeese Belgique (Jury : Anne Feuillère & Freddy Sartor) - 2016 : Meilleur court-métrage national (codécerné avec l'UCC, avec le soutien de Studio L'Équipe) pour De Broers van Bommel de Laurens Jans Belgique (Jury : Jelle Brans, Thibault Van de Werve et Jeroen Van Rossem) |
| - Festival du film indépendant de Bruxelles : |
| - 2012 (dernière édition) : Meilleur court-métrage national pour Rae d'Emmanuelle Nicot Belgique (Jury: Frédérique Morin & Evelien Van Vessem) |
| - Festival international du film d'amour de Mons : |
| - 2013 : Meilleur court-métrage national pour Sac de nœuds d'Ève Duchemin Belgique (Jury: Stéphane Fefer, David Hainaut et Jack Mener) - 2014 : Meilleur court-métrage national (codécerné avec l'UCC) pour Figures de Miklos Keleti (prod. Alain Berliner) Belgique (Jury: Michel Decoux-Derycke, Luk Menten et Frédéric Vandecasserie) - 2015 : Meilleur court-métrage national (codécerné avec l'UCC) pour Chazam! de Jean-François Metz Belgique (Jury: Kevin Dochain, Pierre Duculot et Thibault Van de Werve) - 2016 : Meilleur court-métrage national (codécerné avec l'UCC), avec le soutien de Cinergie, pour Nelson de Juliette Klinke et Thomas Xhignesse Belgique (Jury: Charles Declercq, Thomas Léodet et David Morelli) - 2017 : Meilleur court-métrage national (codécerné avec l'UCC), avec le soutien de Cinergie, pour Tout Moka de Christine Grulois Belgique (Jury: Charles Declercq, David Hainaut, Bastien Martin) - 2019 : Meilleur court-métrage national (codécerné avec l'UCC), pour Accord Parental de Benjamin Belloir Belgique (Jury : Véronique Chartier, Richard Harris, Freddy Sartor) |
| - Festival international du film fantastique de Bruxelles : |
| - 2013 : Meilleur court-métrage national pour Pour vous servir de Christophe Clin Belgique (Jury : Cor Blancke, Marceau Verhaeghe et Alain Willaert) - 2014 : Meilleur court-métrage national pour Babysitting Story de Vincent Smitz Belgique (Jury: Katia Bayer, Edith Mahieux et Sarah Skoric ) - 2015 : Meilleur court-métrage national (codécerné avec l'UCC), avec le soutien d'Universciné, pour Le Zombie au vélo de Christophe Bourdon Belgique (Jury: Marie Charette, Stefan Eraly & Gauthier Keyaerts ) - 2016 : Meilleur court-métrage national (codécerné avec l'UCC), avec le soutien d'Universciné, pour XYZ, The City Hunter de M.Tikal Belgique (Jury: Charlotte Timmermans, Nicolas Balmet et Laurent De Groof) - 2017 : Meilleur long-métrage (codécerné avec l'UCC), avec le soutien d'Universciné, pour Le Tunnel (film) de Kim Seong-hoon Corée du Sud (Jury: Marc Bussens, Olivier Clinckart et David Hainaut) - 2018 : Meilleur long métrage (codécerné avec l'UCC), avec le soutien d'Universciné pour Dhogs de Andres Goteira Galice (Jury : Didier Stiers, Bjorn Gabriels, Eric Van Cutsem) |
| - Brussels Short Film Festival : |
| - 2014 : Meilleur court-métrage national (codécerné avec l'UCC) pour Albertine d'Alexis Van Stratum Belgique (Jury: Nicolas Crousse, Hubert Heyrendt, Cathy Immelen, Elli Mastorou, Frédérique Morin & Jean-François Pluijgers) - 2015 : Meilleur court-métrage national (codécerné avec l'UCC) pour Le Sommeil des Amazones de Bérangère McNeese Belgique (Jury: Gaëlle Moury, Hubert Heyrendt, Elli Mastorou, Frédérique Morin, Niels Rüell & Jan Temmerman) - 2016 : Meilleur court-métrage national (codécerné avec l'UCC) pour Sur Elise de Stefano Ridofli Belgique (Jury: Gaëlle Moury, Hubert Heyrendt, Elli Mastorou, Frédérique Morin et Niels Rüell) - 2017 : Meilleur court-métrage national (codécerné avec l'UCC) pour Catherine de Britt Raes Belgique (Jury: Dimitra Bouras, Gaëlle Moury, Bjorn Gabriels, Nicolas Gilson, Richard Harris, Hubert Heyrendt, Elli Mastorou, Jean-François Pluijgers, Niels Rüell & Vanessa Polo Friz) - 2018 : Meilleur court-métrage national (codécerné avec l'UCC) pour SI-G de Frederike Migom (Belgique) (Jury : Bjorn Gabriels, Richard Harris, Hubert Heyrendt, Elli Mastorou, Gaëlle Moury, Jean-François Pluijgers) |
| - Festival international du film historique de Waterloo : |
| - 2014 : Meilleur documentaire international (codécerné avec l'UCC) pour L'Histoire Savoureuse de Banania d'Éric Bitoun France (Jury: Olivier Clinckart, Guido Convents & David Hainaut) - 2015 : Meilleur long-métrage international (codécerné avec l'UCC) pour Sanctuary de Marc Brummund Allemagne (Jury: Olivier Clinckart, Matthieu Reynaert et Eric Russon) - 2016 : Meilleur long-métrage international (codécerné avec l'UCC) pour Tordenskjold & Kold (Satisfaction 1720) de Henrik Ruben Genz Danemark (Jury: Christophe Bourdon, Géry Brusselmans, Nicolas Roisin) - 2017 : Meilleur long métrage international (codécerné avec l'UCC) pour 1945, la juste route de Ferenc Török (Hongrie) (Jury : Charles Declercq) - 2018 : Meilleur long métrage international (codécerné avec l'UCC) pour The Little Comrade de Moonika Siimets (Estonie) (Jury : Aurélie Moerman, Thierry Leclercq, Adrien Corbeel) |
| - Festival international du court-métrage de Louvain : |
| - 2014 : Meilleur court-métrage flamand (codécerné avec l'UCC) pour Perdition County de Raphaël Crombez Belgique (Jury: Sarah Skoric, Chris Craps & Luk Menten) - 2015 : Meilleur court-métrage flamand (codécerné avec l'UCC) pour Guest de Moon Blaisse Belgique (Jury: Brecht Capiau, Guido Convents et Niels Putman) - 2016 : Meilleur court-métrage flamand (codécerné avec l'UCC) pour Boi de Anthony Nti Belgique (Jury: Evelien Van Vessem, Niels Putman et Jan Sulmont) |
| - Festival Méditerranéen de Bruxelles : |
| - 2014 : Meilleur long-métrage (codécerné avec l'UCC) pour Come To My Voice de Hüseyn Karabey Turquie Allemagne France (Jury: Frédéric Arends) - 2015 : Meilleur long-métrage (codécerné avec l'UCC) pour A peine j'ouvre les yeux de Leyla Bouzid Tunisie (Jury: Marie Bergeret, Thibaut Fassuleto et Noël Godin) - 2016 : Meilleur long-métrage (codécerné avec l'UCC) pour Clash de Mohamed Diab Égypte (Jury: Grégory Cavinato, Alan Deprez et Eric Van Cutsem) - 2017 : Meilleur long-métrage (codécerné avec l'UCC) pour À mon âge je me cache encore pour fumer de Rayhana (Algérie) (Jury : Charles Declercq, Elise Lenaerts, Djia Mambu) - 2018 : Meilleur long-métrage (codécerné avec l'UCC) pour Her Job de Nikos Labôt (Grèce) (Jury : Frans Lefever, Marc Bossaerts, Dimitra Bouras) |
| - Festival international du film policier de Liège : |
| - 2015 : Meilleur court-métrage international (codécerné avec l'UCC) pour Les éclaireurs de Benjamin Nuel France (Jury: Natasja Caneve, Olivier Clinckart, & Nicolas Hainaut) - 2016 : Meilleur long-métrage international (codécerné avec l'UCC) pour Absolution de Petri Kotwica Finlande (Jury: Maïté Warland, Eric Russon, Olivier Clinckart) - 2017 : Meilleur long-métrage international (codécerné avec l'UCC) pour May God Save Us de Rodrigo Sorogoyen Espagne (Jury: Astrid Jansen, Jack Mener & Thibault Van de Werve) - 2018 : Meilleur court métrage international (codécerné avec l'UCC) pour Les corps purs de Bérangère McNeese et Guillaume De Ginestel (Belgique) (Jury : Adrien Corbeel, Julien Polet, Michel Decoux-Derycke) |
| - Festival Les Enfants Terribles de Huy : |
| - 2015 : Meilleur court-métrage (codécerné avec l'UCC) pour Léa de Erika Calmeyer Danemark (Jury: Lucile Poulain, Charles Declercq, Bastien Martin) - 2016 : Meilleur court-métrage (codécerné avec l'UCC) pour El Adios de Clara Roquet Espagne (Jury: Juliette Borel, Pierre Paulus, Michel Decoux-Derycke) - 2017 : Meilleur court-métrage (codécerné avec l'UCC) pour Ice de Anna Hints (Islande) (Jury : Gregory Cavinato, Freddy Sartor) - 2018 : Meilleur court-métrage (codécerné avec l'UCC) pour Ma Planète de Valéry Carnoy (Belgique) (Jury : Christie Huysmans, Jean-Philippe Thiriart, Bertrand Gevart ) |
| - Festival Filmer à tout prix : |
| - 2015 : Meilleur documentaire (codécerné avec l'UCC) pour Comme des lions de Françoise Davisse France Belgique (Jury: Dimitra Bouras, Laure de Hesselle et Daniel De Bélie) |
| - Festival du film d'Ostende : |
| - 2015 : Meilleur documentaire (codécerné avec l'UCC) avec le soutien d'Eye Lite, pour Battles d'Isabelle Tollenaere Belgique (Jury: Bjorn Gabriels, Piet Goethals et Freddy Sartor) |
| - Festival international du film d'animation de Bruxelles : |
| - 2015 : Meilleur court-métrage international (codécerné avec l'UCC), avec le soutien de DB Publishing pour Through the Hawthorn d'Anna Benner, Pia Borg & Gemma Burditt Royaume-Uni (Jury: Chantal Moens, Adi Chesson & Niels Putman) - 2016 : Meilleur court-métrage international (codécerné avec l'UCC), Le Repas dominical de Céline Devaux France (Jury: Astrid Jansen, Jarka Wernerova & Gorik De Henau) - 2017 : Meilleur court-métrage international (codécerné avec l'UCC), Estilhaços de José Miguel Ribeiro Portugal (Jury: Johannes De Breucker, Ive Stevenheydens & Thierry Van Wayenbergh,) - 2018 : Meilleur court-métrage international (codécerné avec l'UCC), avec le soutien de DB Publishing - Be4Mag pour Hedgehog's Home de Eva Cvijanović (Croatie) (Jury : Recht Capiav, Richard Harris, Kamal Messaoud) |
| - Festival international du film francophone de Namur : |
| - 2015 : Meilleur long-métrage national (codécerné avec l'UCC), avec le soutien de Universciné, pour Keeper de Guillaume Senez Belgique (Jury: Nicole Debarre, Djia Mambu et Sylvain Gressier) - 2016 : Meilleur long-métrage national (codécerné avec l'UCC), avec le soutien de Universciné, Even Lovers Get the Blues de Laurent Micheli Belgique (Jury: Elise Lenaerts, Olivier Clinckart et Jean-Jacques Lecocq) - 2017 : Meilleur long-métrage national (codécerné avec l'UCC) pour Drôle de père de Amélie Van Elmbt (Belgique) (Jury : Juliette Goudot, Alain Lorfèvre, Michel Decoux-Derycke) - 2018 : Meilleur long-métrage national (codécerné avec l'UCC) pour Pour vivre heureux de Salima Sarah Glamine et Dimitri Linder (Belgique) (Jury : Frédérique Morin, Gorian Delpâture, Constant Carbonnelle) |
| - Ramdam Festival Tournai : |
| - 2016 : Meilleur documentaire (codécerné avec l'UCC) pour True Cost de Andrew Morgan États-Unis (Jury: Christie Huysmans, Aniko Ozoraï, Audrez Ronlez, Pascal Lepoutte, Waleed Obeed) - 2017 : Meilleur documentaire (codécerné avec l'UCC) pour Zero Days d'Alex Gibney États-Unis (Jury: Christie Huysmans, Aniko Ozoraï, Audrez Ronlez, Maïté Warland, Julien Vlassenbroeck, Guillaume Guilbert, Sandro Faes) |

## Autour de l'Association

### Galas
Pendant plusieurs années, l'Association a organisé à Bruxelles de prestigieux galas*, largement relayés dans les médias de l'époque, qui mêlaient ses membres journalistes, acteurs du septième art et personnalités du monde politique, belge et étranger. Durant ces avant-premières, un public nombreux y avait l'occasion d'affirmer sa sympathie à ce groupement professionnel de presse. Une tenue de soirée y était de rigueur et les bénéfices de ces soirées cinématographiques, souvent précédées de concerts, de dessins animés et des actualités parlantes et filmées, étaient généralement destinés à des associations (invalides, déshérités, caisse d'entraide de la presse cinématographique, mutualité de la presse quotidienne...). Ces grandes soirées, qui se déroulaient dans différents cinémas bruxellois, eurent surtout la cote au terme de la deuxième guerre mondiale.
| Galas de la presse cinématographique belge |

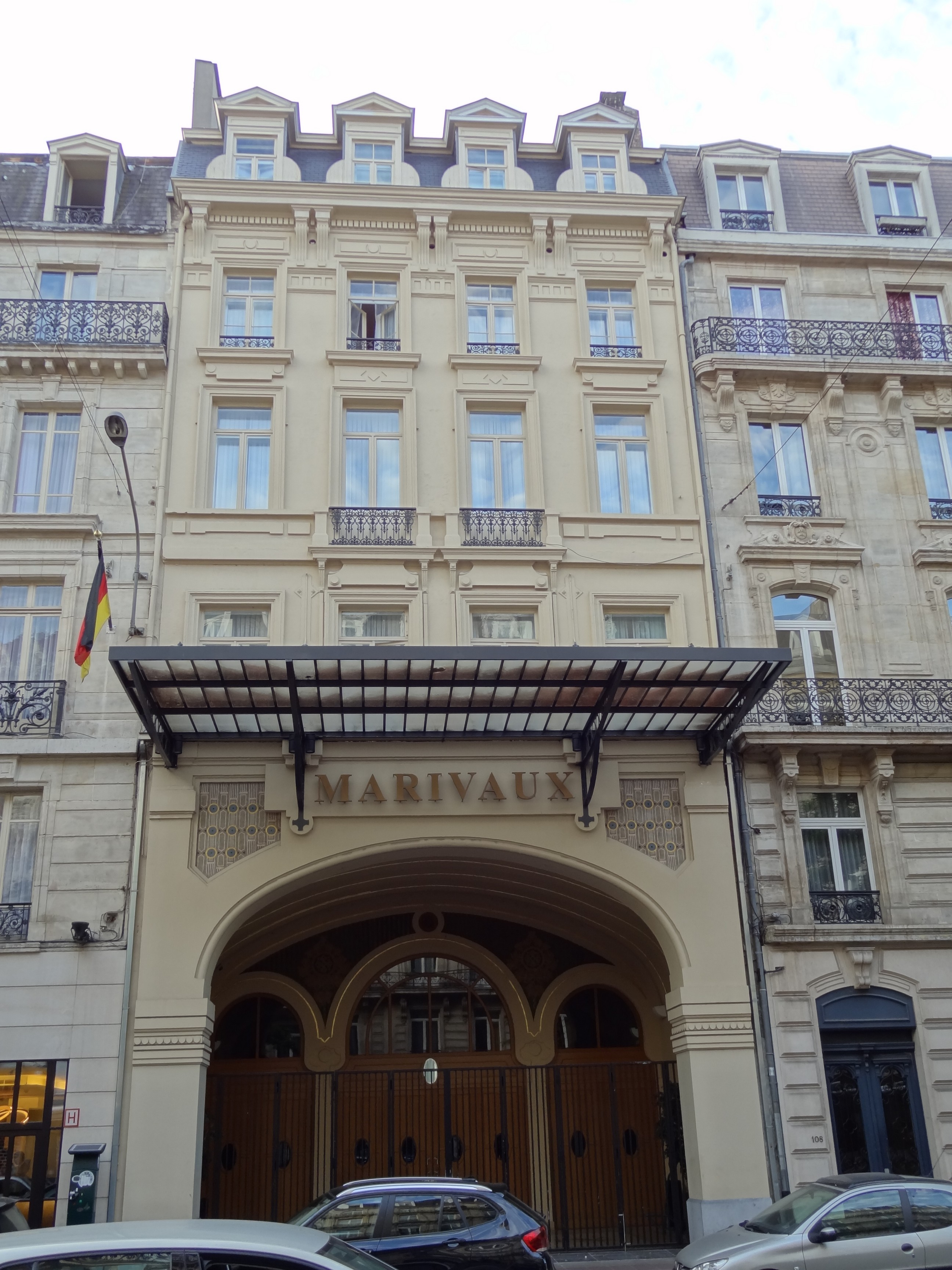
Cinéma Marivaux, où se sont tenus plusieurs galas de la Presse Cinématographique Belge.

| - 1926, au Cinéma Caméo, La Grande Parade de King Vidor - 1927, au Cinéma Coliseum, Chang de Merian C. Cooper et Ernest B. Schoedsack, précédés de courts-métrages, dont "Combat de boxe" de Charles Dekeukeleire. - 1930, au Cinéma Scala, La nuit est à nous de Roger Lion, Carl Froelich et Henry Roussell. - 1931, au Complexe Albert Hall - représentation extraordinaire, Hallelujah! de King Vidor - 1931,, au Cinéma Coliseum, Tabou de Friedrich Wilhelm Murnau et Amour et Quadrille de Jean Tedesco. - 1932, au Cinéma Marivaux, M le maudit de Fritz Lang, en présence du réalisateur. - 1945, au Cinéma Marivaux, La Baraque de Roberto Gavaldón - 1945, au Cinéma Métropole - à l'occasion de la Décade du Cinéma, Voyage sans espoir de Christian-Jaque - 1945, au Cinéma Le Roy, Boule de suif de Christian-Jaque, en présence de Micheline Presle - 1946, au Cinéma Eldorado, La Cage aux rossignols de Jean Dréville, en présence de Noël-Noël, d'Alain Poiré et d'Achille van Acker, premier ministre. - 1947,, au Cinéma Stuart, - à l'occasion du Festival Mondial du film de Bruxelles, Citizen Kane d'Orson Welles - 1948, au Cinéma des Galeries, Une question de vie ou de mort de Michael Powell et Emeric Pressburger, en présence de Patricia Roc - 1948,, au Cinéma Marivaux, La Chartreuse de Parme de Christian-Jaque, en présence du réalisateur, de Renée Faure et de Maria Casarès - 1950,, au Coliseum de Charleroi, Riz amer de Giuseppe De Santis - 1950, La Beauté du diable de René Clair, en présence du réalisateur et de Gérard Philipe - 1955, La Comtesse aux pieds nus de Joseph L. Mankiewicz, en présence de Rossano Brazzi - 1957, au Cinéma Marivaux, Les Aventures de Till l'Espiègle de Gérard Philipe et de Joris Ivens, en présence de Gérard Philipe - 1961, au Cinéma Eldorado, Les Canons de Navarone de J. Lee Thompson, en présence de David Niven, du roi Baudouin de Belgique et de la Reine Fabiola de Mora y Aragón - 1969, au casino de Knokke, Folies d'avril de Stuart Rosenberg, avec Jack Lemmon et Catherine Deneuve - 1970, au Cinéma des Galeries, Hello, Dolly! de Gene Kelly, avec les présences de Michèle Morgan, Gérard Oury et Louis de Funès - 1975(50e anniversaire), au Cinéma Marivaux, That's Entertainment de Jack Haley Jr., avec les présences de René Clair et de nombreuses vedettes françaises |

- Depuis 1988[51], sous une forme un peu cousine, l'Association des journalistes de la presse périodique (l'AJPP) organise chaque année son traditionnel Gala de la presse, où un film est diffusé à cette occasion.

La visite de Fritz Lang et...
Le 16 septembre 1932, jour où l’Allemagne se retire de la conférence de Genève sur le désarmement - on comprendra le sens un peu plus loin -, Fritz Lang vint à Bruxelles présenter M le maudit. Son œuvre fut longuement applaudie. En préambule fut diffusé le film belge "Une idylle à la plage" de Henri Storck, qui fut lui sifflé! Étaient alors présents Robert Petitjean, le Ministre des Sciences et des Arts, mais aussi l'Ambassadeur d'Italie et le Ministre d'Allemagne. Avant le spectacle, Fritz Lang avait présidé un déjeuner offert en son honneur par le comité général de l'Association, avant d'être reçu à la Maison de la Presse. Après la représentation, Lang prit le train de nuit pour Paris, afin d'y engager les acteurs français de son film suivant, Le Testament du docteur Mabuse. Lorsque les délégués de l'Association le quittèrent sur le quai de la gare, le réalisateur leur dit: N'oubliez pas de dire à vos amis combien je suis heureux de les avoir rencontrés. L'Association de la presse cinématographique belge est vraiment exceptionnelle. Je ne sais comment vous exprimer mes remerciements, mais vous avez tous été trop bons pour moi..
Le 25 septembre, Fritz Lang confirmait ses dires dans un courrier adressé à Carl Vincent, Président de l'Association: "Je ne sais faire de belles phrases, je suis un homme de travail, je m'exprime en films, mais je puis vous assurer que je n'oublierai jamais la journée du 16 septembre. Je serai toujours heureux de vous revoir et de vous offrir la même hospitalité que celle que vous m'avez réservée." Mais l'histoire révèle hélas parfois des choses moins glorieuses. Car comme tout le monde, le célèbre réalisateur était alors loin d'imaginer que le président lui-même, ainsi que certains membres, à qui il avait donc écrit ce joli mot, seraient arrêtés, condamnés ou exécutés pour collaboration avec l'Allemagne (voir point 6). Ce durant la seconde guerre mondiale, soit à peine quelques années plus tard.
À noter qu'en 1940, l'Association organisa par ailleurs à Bruxelles un déjeuner en l'honneur de l'acteur américain John Davis Lodge. En 1946, une réception fut orchestrée pour Françoise Rosay, alors comédienne très populaire. Son collègue Pierre Blanchar fut honoré de la même manière l'année suivante, tout comme Erich von Stroheim en 1948, à la Maison de la Presse de Bruxelles. En 1951, La Monnaie organisa un bal via la section flamande de l'Association, avec le concours de plusieurs personnalités belges et françaises, comme les acteurs Jean Marais, Raymond Bussières, Françoise Arnoul, Dany Robin, Annette Poivre ou Philippe Lemaire.
...l'hommage de Charlie Chaplin à l'association
En 1948, l'Association organisa le 18 mars dans la salle Grand Eldorado de l'actuel UGC De Brouckère, une avant-première nationale de Monsieur Verdoux de Charlie Chaplin. À cette occasion, Charlie Chaplin envoya par télégramme cet élégant mot aux membres belges: "Je suis fier et heureux d'apprendre que Monsieur Verdoux aura les honneurs d'une première à Bruxelles au cinéma Eldorado, sous le patronage de la Presse Cinématographique Belge et de la Fondation Arnaud Fraiteur, deux institutions qui se dévouent pour de belles causes. J'espère que le clairvoyant public bruxellois appréciera mon film et aidera à faire du gala une retentissante réussite. Avec mes meilleurs vœux personnels".

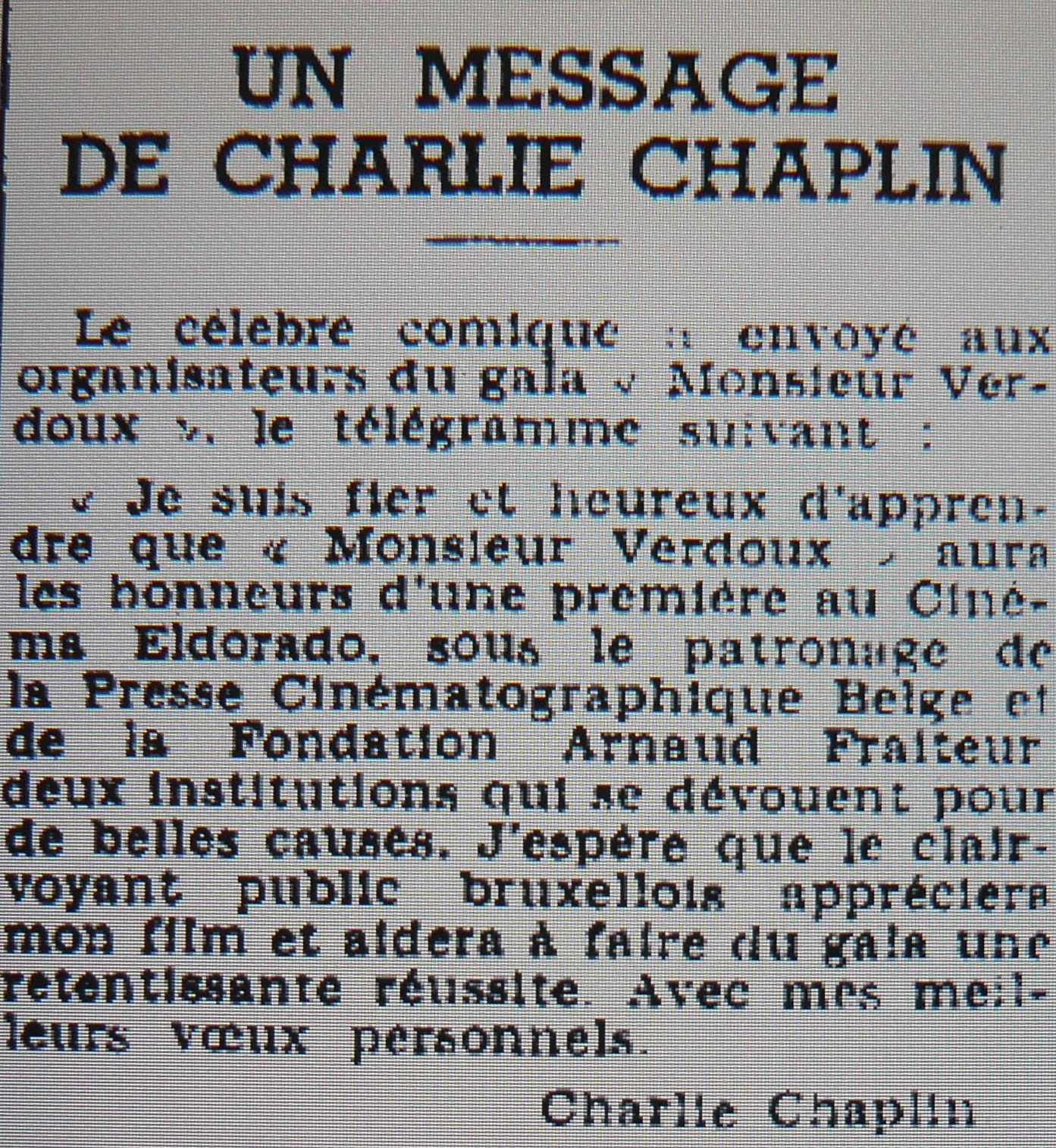
Télégramme de Charlie Chaplin aux membres de l'Association de Presse Cinématographique Belge, dans Le Soir, 16 mars 1948

### Présidents de l'UPCB
| Présidents successifs |
| - Edouard de Tallenay, (décédé en....) - Carl Vincent (1901-1967) → Radié à vie en 1944 - Emmanuel Vossaert (1859-1944) - Paul Werrie (1901-1974) → Radié à vie en 1944 - Léon Louis Duwaerts, (1905-19??) → Chevalier de l'Ordre de la Couronne d'Italie en 1934. → Plus tard président de l'Association Générale de la Presse Belge. → Coauteur avec Joseph Demarteau de la charte "Droits et devoirs du journaliste"(Ed. Maison de la presse, 1951)". - Ferdinand De Smedt, (décédé en....) - Herbert Delport (décédé en....) → Radié à vie en 1944 - René Jauniaux; (décédé en 1945) - Julien Flament (1884-1958) - Maurice Widy, (1902-19??) - Roger Du Bosch, (décédé en....) - Olivier Delville (1904-1990) - René De Borger (décédé en....) - Joë van Cottom (1898-1994), - Roland Lommé (1937-2006) - Jean-Claude Bronckart (1942-2010) - Dominique Ronse (1956-) (section bruxelloise) - Ronnie Pede (1950-) (section bruxelloise) - Ivan Corbisier (1970-) (section bruxelloise) - Stéphane Fefer (1969-) : 2006 à 2012 - David Hainaut (1980-) : 2012 à 2021 - Elli Mastorou (1986-): depuis 2021 |

### Identité visuelle (logo)

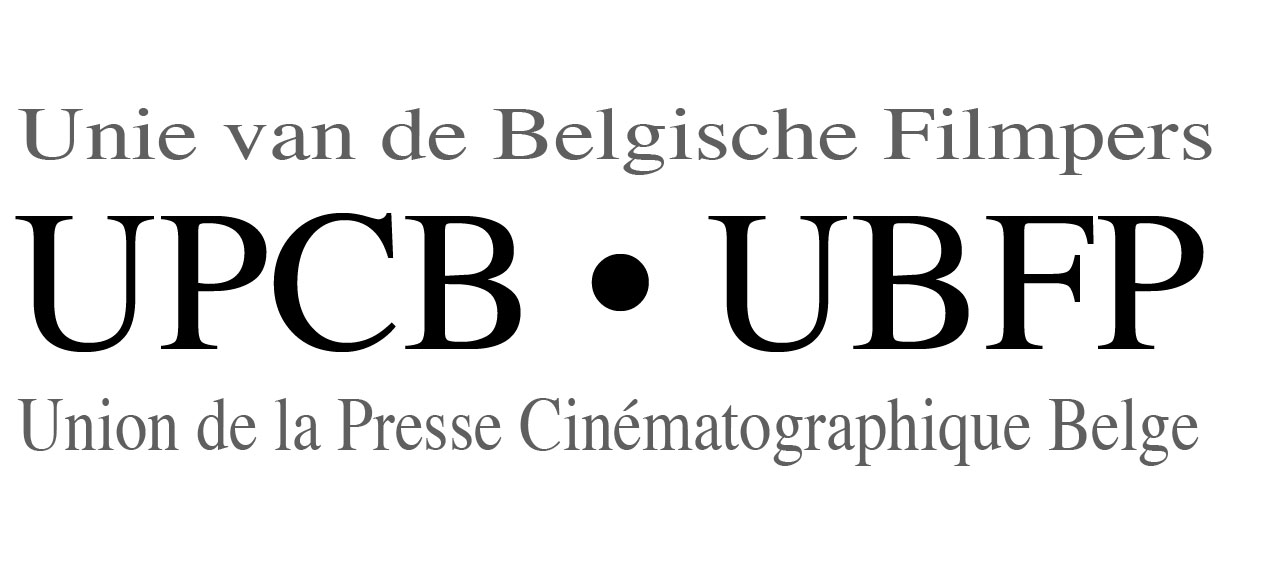
Depuis 2006.
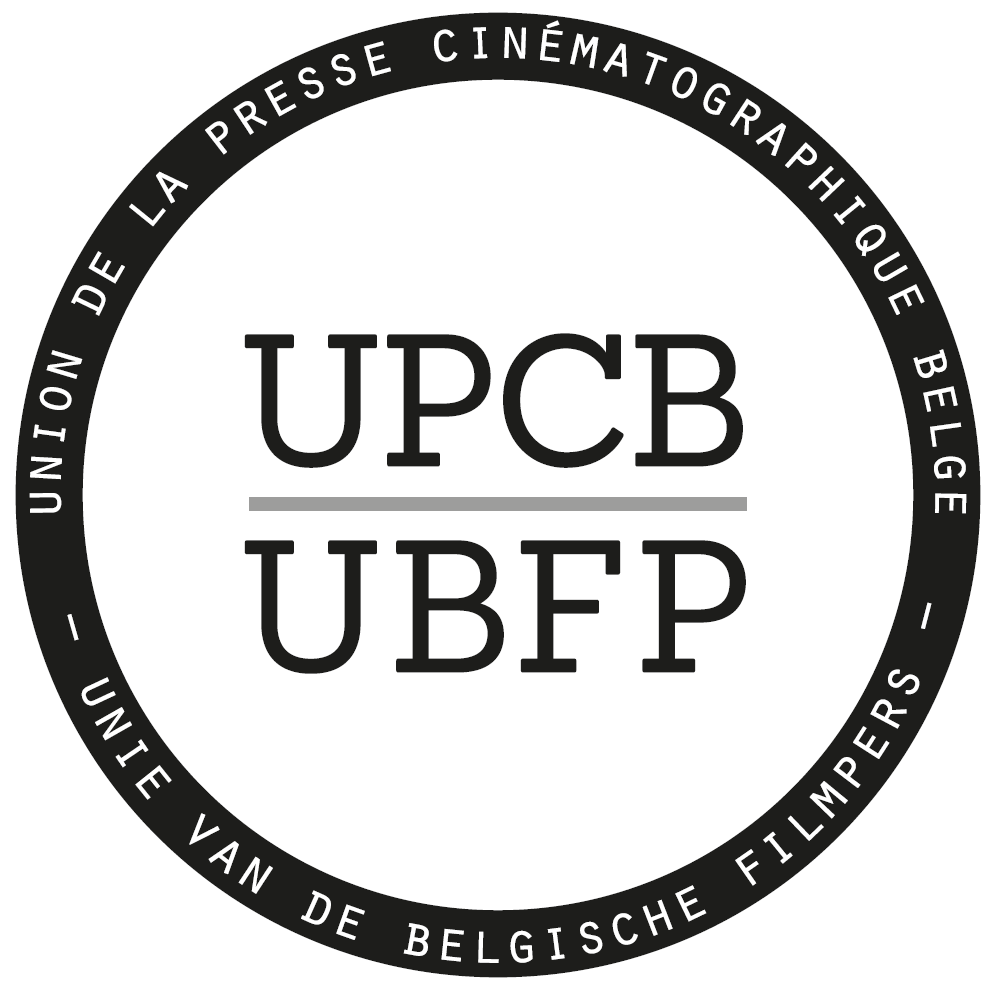
Depuis 2015

## La Fédération Internationale de la Presse Cinématographique (FIPRESCI)

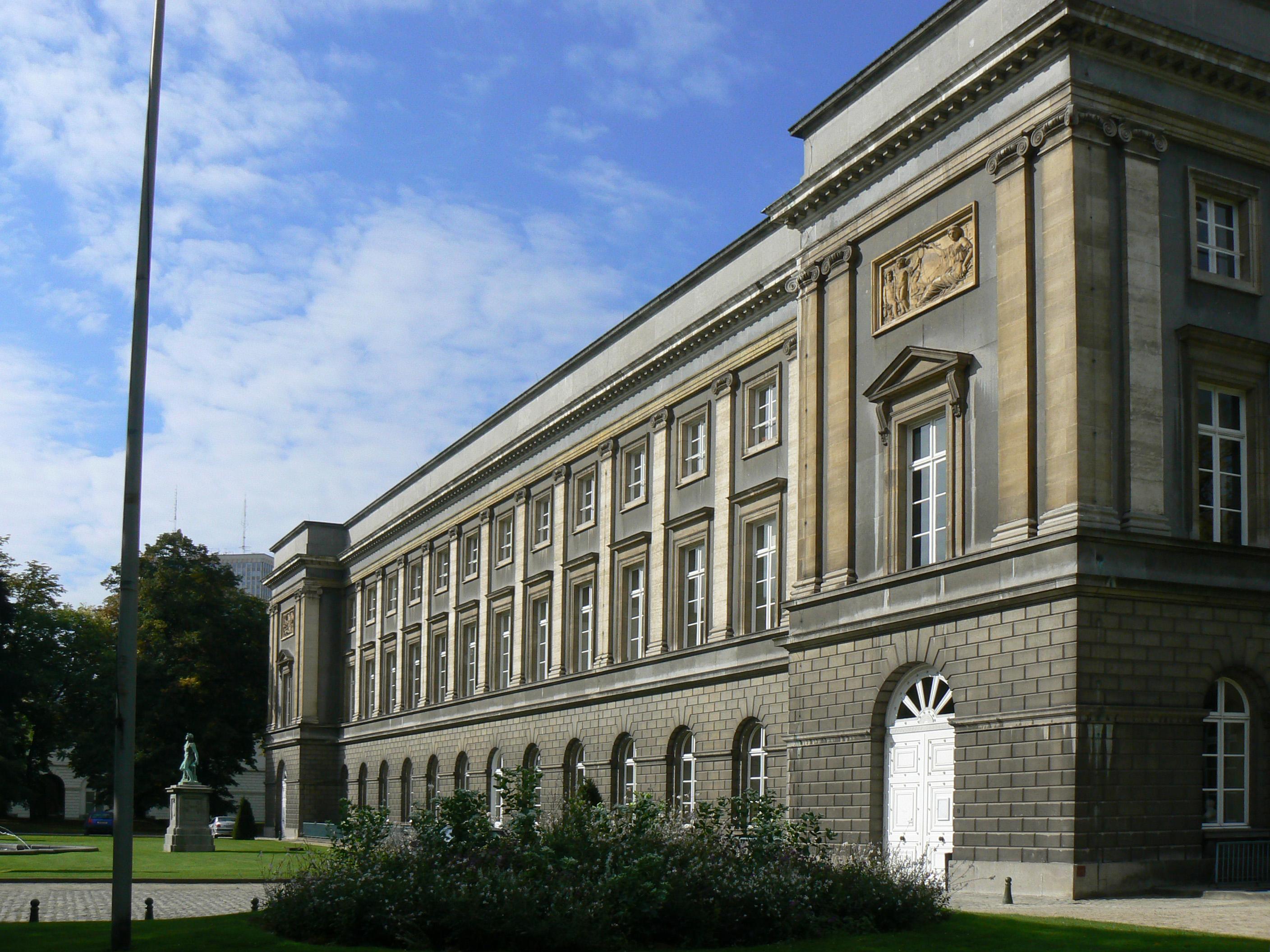
Palais des Académies de Bruxelles, où est née la FIPRESCI

### Une initiative belge / naissance à Bruxelles
C'est à l'initiative de membres de l'Association professionnelle de la presse cinématographique belge (l'ex UPCB) que germa l'idée d'une association internationale car déjà, l'indépendance du secteur se trouvait compromise par ses liens avec la publicité. Plus exactement en 1926, à l'occasion d'un Congrès à Paris, qui se déroula entre le 26 septembre et le 3 octobre à la Fondation Adolphe-de-Rothschild, où journalistes belges et français eurent l'occasion de se rencontrer. Mais ce n'est que quatre ans plus tard, le 6 juin 1930, à Bruxelles, à l'issue du Congrès de la Fédération internationale des directeurs de cinématographes, auquel participaient vingt-cinq pays depuis le 2 juin au Palais des Académies (photo à gauche), place des Palais, que l'Association Professionnelle de la Presse Cinématographique (l'APPC) vit officiellement le jour. Et c'est l'année suivante à Rome, en présence cette fois de collègues italiens, que l'organisme prit définitivement les acronymes de FIPRESCI (Fédération internationale de la presse cinématographique). Bruxelles et Rome ayant fait office de premières Assemblées Générales de la FIPRESCI, Londres leur emboîta le pas en 1932, avant Paris en 1933 (puis à nouveau en 1937) et Venise en 1934.

### Rencontre avec le papePie XI
La 5e Assemblée Générale de la FIPRESCI se tint à Bruxelles, à l'occasion de l'Exposition universelle de 1935. Le climat européen devenant tendu, le Congrès de cette année-là en profita pour adopter une résolution invitant « la presse mondiale à ne recommander aucun film de nature à mettre la paix en danger et à provoquer des malentendus entre les peuples ». De plus, le pape Pie XI, qui reçut cette année-là en Italie les critiques belges Clément Wildiers et Maurice Widy, s'interrogeait quant à « la responsabilité de la presse, qui se fait trop souvent complice du mauvais cinéma, susceptible de porter atteinte à la morale naturelle et humaine. » Le journal français La Croix publiait le 24 août un petit résumé de cette rencontre ; «Fin août 1934, (le Pape) recevait à Castel-Gandolfo une délégation du Comité de la  Fédération Internationale de la Presse pour le Cinéma, présentée par Clément Wildiers et Maurice Widy, le Saint-Père prononça une allocution très grave qui ne doit pas passer inaperçue. "Sans répéter, remarqua Pie XI, tout ce qu'il peut y avoir de bon dans le cinématographe et tout le bien que celui-ci peut faire et fait quand il sert à la diffusion et à la divulgation de la vérité et de la vertu, tout le monde sait que, malheureusement, il est surtout source et véhicule, et cela presque toujours, d'un mal énorme. Depuis quelque temps, Nous recevons à ce sujet, de missionnaires, d'évêques, d'archevêques et de cardinaux disséminés dans le monde entier, des rapports déplorant à l’unisson et avec des accents les plus déchirants et angoissés, les tristes conséquences du cinématographe." Et le Saint-Père de se demander ensuite quelle est la responsabilité de la presse qui se fait trop souvent complice du mauvais cinéma. En d'autres termes, le cinéma ne serait-il pas, en grande partie, ce que la presse le fait ? Et il ne s'agit pas seulement ici d'intérêts religieux, mais d'attentats continuels à la morale naturelle, humaine.  « Il faut appliquer au cinéma, dit le Saint Père, la conception qui doit régir et régler'.
Pendant ces années, la Belgique, toujours très active, assuma les postes de Secrétariat Général (au 23, rue de Bosnie à Bruxelles) et de Trésorerie. Un logo et une carte de membre FIPRESCI apparurent alors. À l'époque, un membre de la FIPRESCI pouvait par exemple bénéficier de réductions financières pour voyager.

### 47 pays représentés, 76 festivals concernés

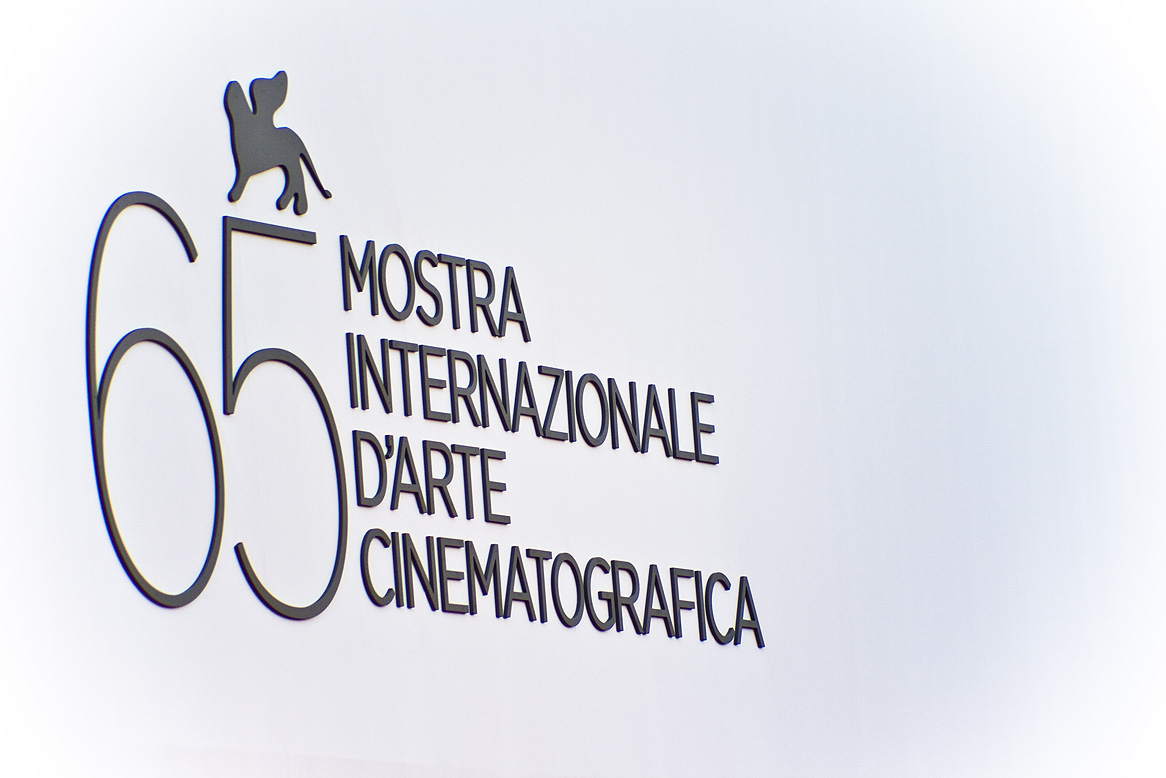
le Festival de Venise est l'un des nombreux événements où la FIPRESCI remet son prix de la critique

À la fin des années 1930, les membres de la FIPRESCI, soucieux des tensions diplomatiques continentales, mais loin d'imaginer le conflit mondial pourtant proche, acceptèrent de rencontrer Benito Mussolini en plus du Pape Pie XI dans la capitale italienne. À la fin de la Deuxième Guerre mondiale, la FIPRESCI comptait sept membres (Allemagne, Autriche, Belgique, France, Italie, Luxembourg, Tchécoslovaquie), ainsi que des adhérents individuels dans neuf autres pays (Espagne, États-Unis, Pays-Bas, Pologne, Portugal, Roumanie, Suède, Suisse et Vatican). La FIPRESCI a su conserver une certaine neutralité durant la guerre et parvint même au début à assister ses collègues autrichiens et polonais. Au sortir du conflit, c'est à nouveau grâce aux critiques belges et français que la FIPRESCI réussit à poursuivre ses activités, lançant en 1946 son premier prix au festival de Cannes. C'est cette année-là que naquit par ailleurs en France l'Association Française de la Critique de Cinéma, transformée en Syndicat français de la critique de cinéma en 1981.
La FIPRESCI est aujourd’hui composée des associations nationales de critiques cinématographiques de 47 pays (la Belgique étant donc représentée par l'UPCB), et de membres individuels dans douze autres pays. La présidente actuelle est la Turque Alin Tasciyan, qui a succédé à au Français Jean Roy en 2014, les vice-présidents sont le Hongrois Gyorgy Karpati et la Néerlandaise Dana Linssen. Le Secrétaire général en est l'Allemand Klaus Eder. La FIPRESCI décerne des prix dans 76 festivals (Berlin, Cannes, Saint-Sébastien, Toronto, Venise...) répartis sur les cinq continents.

### Bulletin de l'Association
Entre 1996 et 2000, sous la plume de Guido Convents, journaliste, historien et littéraire du cinéma, l'Association publiait, régulièrement pour ses membres, pour les distributeurs et exploitants, un bulletin reprenant comptes rendus, rapports de réunions et diverses informations sur le cinéma en Belgique. De nos jours, les membres sont principalement informés par le biais d'internet.

### Ouvrages
- Annuaire Officiel de l'Association de la Presse Cinématographique Belge 1933
- Annuaire Officiel de l'Association de la Presse Cinématographique Belge 1934
- Annuaire Officiel de l'Association de la Presse Cinématographique Belge 1935
- Annuaire Officiel de l'Association de la Presse Cinématographique Belge 1936